# محاسبات دفاعی (رایانه)
محاسبات دفاعی شکلی از تمرین برای کاربران کامپیوتر است که با اجتناب از روش‌های محاسباتی خطرناک، به کاهش خطر مشکلات محاسباتی کمک می‌کند. هدف اولیه این روش محاسباتی این است که علی‌رغم هر گونه شرایط نامطلوب یک سیستم کامپیوتری یا اشتباهات دیگر کاربران بتوانیم شرایط بالقوه مشکل ساز را قبل از وقوع آنها پیش‌بینی کرده و برای آن آماده باشیم. این را می‌توان از طریق پیروی از انواع دستورالعمل‌های عمومی و همچنین تمرین تکنیک‌های محاسباتی خاص به دست آورد.
استراتژی‌های محاسبات دفاعی را می‌توان به دو بخش امنیت شبکه و پشتیبان‌گیری و بازگردانی اطلاعات تقسیم کرد.

## امنیت شبکه
کاربران هنگام دسترسی به اینترنت و دیگر شبکه‌ها، رایانه خود را در خطر می‌اندازند. استفاده از هر یک از این دو به دیگران این اجازه را می‌دهد که به سیستم و اطلاعات با اهمیت کاربر دسترسی داشته باشند. با اجرای چند استراتژی معین، کاربران تدافعی تلاش می‌کنند خطرات مربوط به دسترسی شبکه را کاهش دهند.

#### فایروال
فایروال مجموعه ای از اقدامات امنیتی است که از رایانه در برابر ترافیک مضر ورودی خروجی در سطح اینترنت محافظت و از دسترسی غیرمجاز سیستم‌های رایانه‌ای جلوگیری می‌کند.این اقدامات امنیتی در قالب نرم‌افزار ویژه‌ای ادغام می‌شوند که به‌طور مستقل یا بر روی سیستم‌های رایانه‌ای منفرد یا به صورت خارجی از طریق نرم‌افزار داخلی در روترها و مودم‌ها اجرا می‌شوند.
همه نرم‌افزارهای فایروال از رایانه‌ها در برابر ارسال ترافیک‌های مضر یا غیرمجاز خروجی محافظت نمی‌کنند. یک استراتژی محاسبه تدافعی مهم، جست و جو و پیاده‌سازی نرم‌افزار فایروال باکیفیتی است که هم ترافیک ورودی و خروجی را فیلتر کند.

#### نرم‌افزار ضد بدافزار
یک استراتژی اساسی برای همه کاربران دفاعی رایانه، نصب و استفاده از نرم‌افزارهای ضد بدافزار است. فایروال‌ها ممکن است به‌طور کامل از رایانه محافظت نکنند. نرم‌افزارهای مخرب ممکن است بتوانند از طریق فایروال وارد سیستم شوند. نرم‌افزارهای ضد بدافزار مانند آنتی‌ویروس، ضد فیشینگ و نرم‌افزارهای فیلتر ایمیل، محافظت در برابر نرم‌افزارهای مضر موجود در رایانه را ارائه می‌دهند. تعداد نرم‌افزارهای مخرب موجود در اینترنت به‌طور پیوسته در حال افزایش است. برای کاربران دفاعی مهم است که از ضد بدافزاری استفاده کنند که هم مؤثر باشد و هم به راحتی به روز شود تا با گونه‌های جدیدی از نرم‌افزارهای مخرب توسعه‌یافته مبارزه کند.
طرف دیگر ضد بدافزار این است که خود دارای آسیب‌پذیری‌های جدی است. یک بدافزار می‌تواند از آسیب‌پذیری‌های ضد بدافزار برای راه اندازی کدهای مخرب استفاده کند.
ضد بدافزار با اسکن فایل‌ها و اتصالات شبکه برای امضاهای شناخته شده کار می‌کند. این امضاها هرگز نمی‌توانند به روز باشند. برای اینکه بتوان اتصالات شبکه را اسکن کرد، رمزگذاری (SSL/TLS) باید توسط نرم‌افزار ضد بدافزار دور زده یا حتی شکسته شود. هنگامی که نظارت بر ایمیل‌های ضد بدافزار همه پیوست‌ها را برای تجزیه و تحلیل باز می‌کند، یک اشکال در این اسکنر می‌تواند به عنوان نقطه شروع بدافزار استفاده شود. مهاجمان فقط باید بدافزار را به صندوق پستی بفرستند که به‌طور خودکار اسکن می‌شود.
اینکه آیا اسکنرهای بدافزار مفید هستند یا خیر جای سؤال دارد. رابر اوکالاهان، توسعه‌دهنده سابق موزیلا در وبلاگ خود می‌نویسد که نرم‌افزار ضد بدافزار باید غیرفعال شود (به جز ویندوز دیفندر).

#### شک و تردید
یکی از جنبه‌های مهم محاسبات تدافعی این است که کاربران نسبت به داده‌هایی که از طریق اینترنت به آنها دسترسی دارند شک داشته باشند. نرم‌افزارهای مخرب می‌توانند به اشکال مختلف وجود داشته باشند و بسیاری از آنها برای کاربران عمومی رایانه و حتی برخی از نرم‌افزارهای ضد بدافزار گمراه کننده هستند. کاربران دفاعی دربارهٔ اطلاعاتی که می‌توانند به آنها دسترسی داشته باشند، به‌طور انتقادی فکر می‌کنند تا شانس خود را برای دانلود و انتشار نرم‌افزارهای مخرب کاهش دهند. استراتژی‌ها شامل اسکن پیوست‌های ایمیل قبل از باز کردن آنها و فیلتر کردن دستی ایمیل‌های مشکوک از صندوق ورودی است. کاربران باید از موضوعات و عناوین متقاعدکننده در ایمیل‌ها از هر آدرسی آگاه باشند، زیرا ممکن است در واقع حاوی نرم‌افزار مخرب یا هرزنامه باشند که می‌تواند کاربران را به سمت تبلیغات نادرست و در نتیجه سرقت هویت گمراه کند. کاربران دفاعی می‌توانند فایل‌هایی را که دانلود می‌کنند قبل از باز کردن آن‌ها اسکن کنند و همچنین می‌توانند رایانه‌های خود را طوری پیکربندی کنند که پسوند فایل‌ها را نشان دهد و فایل‌های بالقوه خطرناکی را که بی‌ضرر به نظر می‌رسند آشکار کنند. شک و تردید را می‌توان در مورد وب سایت‌های بازدید شده توسط کاربران نیز اعمال کرد. همانند ایمیل‌ها، کاربران می‌توانند به سمت تبلیغات نادرست سوق داده شوند. همچنین، نرم‌افزارهای مخرب را می‌توان ناخودآگاه دانلود کرد و تنها با مراجعه به یک وب سایت خاص، رایانه را آلوده کرد.

## مراحل پشتیبان‌گیری و بازیابی
علی‌رغم تلاش‌های یک کاربر دفاعی رایانه، از دست دادن داده‌های مهم می‌تواند به دلیل بدافزار، قطع برق، خرابی تجهیزات و سوء استفاده عمومی رخ دهد. اگرچه نمی‌توان به‌طور کامل از دست دادن داده‌ها جلوگیری کرد، اما کاربران دفاعی می‌توانند اقداماتی را برای به حداقل رساندن مقدار داده‌های از دست رفته انجام دهند و سیستم‌ها را به حالت قبلی خود بازگردانند.

#### پشتیبان‌گیری از فایل‌ها
یک استراتژی دفاعی در برابر از دست دادن اطلاعات ناخواسته، پشتیبان‌گیری منظم از فایل‌های مهم است. کاربران می‌توانند چندین کپی از داده‌های مهم تهیه کرده و آنها را در یک رایانه یا در دستگاه دیگری مانند یک دیسک فشرده یا یک هارد دیسک خارجی ذخیره کنند. کاربران همچنین می‌توانند فایل‌های مهم را به شرط دسترسی به خدمات ذخیره‌سازی اینترنتی در اینترنت آپلود کنند.

#### مرمت
برخی از سیستم عامل‌ها به کاربران این امکان را می‌دهند که رویه ای را انجام دهند که کامپیوتر را به حالت از پیش تعیین شده بازیابی می‌کند. اگر هیچ گزینه ای در دسترس نباشد، کاربر می‌تواند نرم‌افزار بازیابی مناسب برای سیستم خود را دریافت کند. در صورت خرابی سیستم یا یک مورد جدی از دست دادن اطلاعات، کاربر می‌تواند فایل‌های از دست رفته یا تغییر یافته را بازیابی کند و فایل‌های مخربی را که قبلاً وجود نداشته‌اند حذف کند.

## شیوه‌های خوب برای حفاظت از داده‌ها
- به‌طور منظم از فایل‌ها، اسناد و ایمیل‌های مهم پشتیبان تهیه کنید.
- از حساب مدیر برای فعالیت‌های روزمره استفاده نکنید.
- نرم‌افزار را با آخرین نسخه‌ها به روز نگه دارید.
- آنتی‌ویروس و ضد جاسوس افزار را با آخرین نسخه‌ها به روز نگه دارید.
- از رمزهای عبور مختلف استفاده کنید
- ویژگی اجرای خودکار را از درایوهای فلش USB غیرفعال کنید. برخی از ویروس‌ها، به ویژه کرم‌ها، به‌طور خودکار از طریق درایوهای فلش USB منتشر می‌شوند[۱۰]
- همیشه پشت فایروال به اینترنت متصل شوید
- وقتی دو به شکی، ولش کن